# Frocourt
Frocourt település Franciaországban, Oise megyében. Lakosainak száma 522 fő (2022. január 1.). Frocourt Allonne, Auteuil, Berneuil-en-Bray, Saint-Martin-le-Nœud és Saint-Sulpice községekkel határos.

## Népesség
A település népességének változása:
| Lakosok száma | 529  | 521  | 537  | 523  | 519  | 515  | 510  | 516  | 522  |
|               | 2013 | 2015 | 2016 | 2017 | 2018 | 2019 | 2020 | 2021 | 2022 |